# Obert
Obert – wieś w Stanach Zjednoczonych, w stanie Nebraska, w hrabstwie Cedar.